# Live Oak County
Live Oak County er et county i den amerikanske delstat Texas.
28°21′N 98°08′V / 28.35°N 98.13°V